# Donego
Donego è una piccola frazione del comune di Cannero Riviera nella Provincia del Verbano-Cusio-Ossola.

## Geografia fisica
Situato a 425 metri s.l.m., sulle alture di Cannero, è raggiungibile con una strada asfaltata di circa 3 km di curve e tornanti (SP 134 di Oggiogno).
La sua posizione rappresenta un balcone panoramico che si affaccia sul Lago Maggiore, da cui è possibile vedere, nello sponda lombarda, Luino e Maccagno.
Attualmente Donego conta circa 20-30 persone, mentre d'estate o per le ricorrenze religiose arriva anche a 50 persone che provengono dalle vicine province di Novara, Varese, Como, Milano e anche dalla Germania.

## Escursioni
È possibile fare escursioni sulle montagne vicine come il Monte Morissolo (1.313 m), il Monte Carza (1.120 m) con 1-2 ore di cammino. Raggiungibile in minor tempo è anche l'itinerario che porta all'Alpe Colle.
Chi invece vuole fare delle piccole passeggiate può incamminarsi nella mulattiera tra i boschi che congiunge Donego a Cannero impiegando solo 20 minuti. Inoltre c'è la possibilità di fare una passeggiata di un'oretta circa all'Alpe Ronno (782 m).

## Feste e ricorrenze
- Il 24 giugno viene festeggiato l'onomastico: "Natività di San Giovanni Battista" con relativa messa e piccola festa.

## Galleria d'immagini

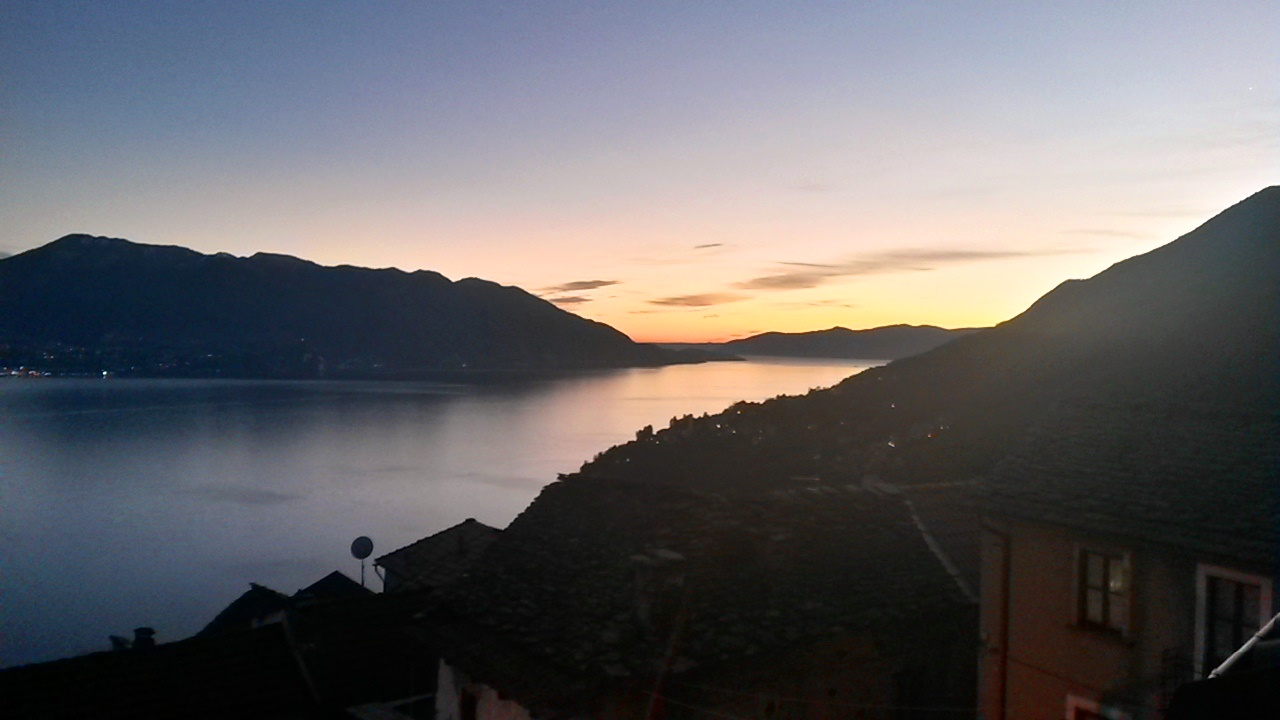
Tramonto sul panorama di Donego
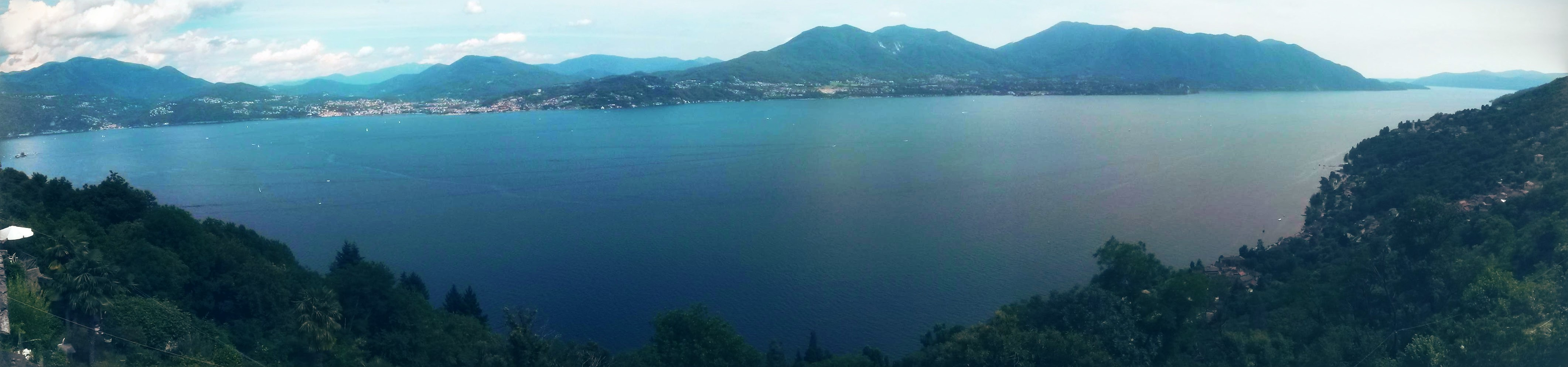
Panoramica dal campanile sulla vista di Donego
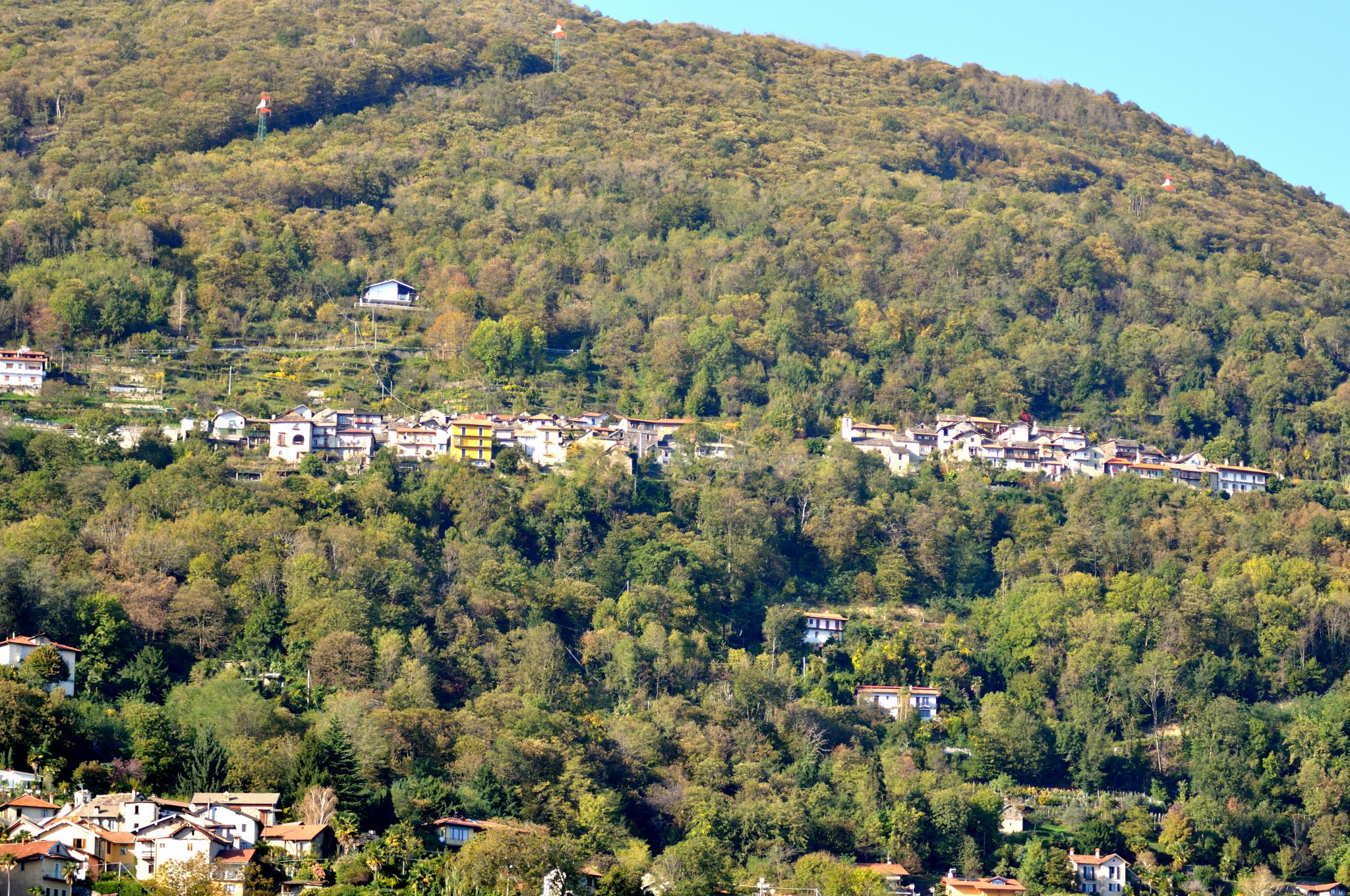
Donego fotografato dal basso
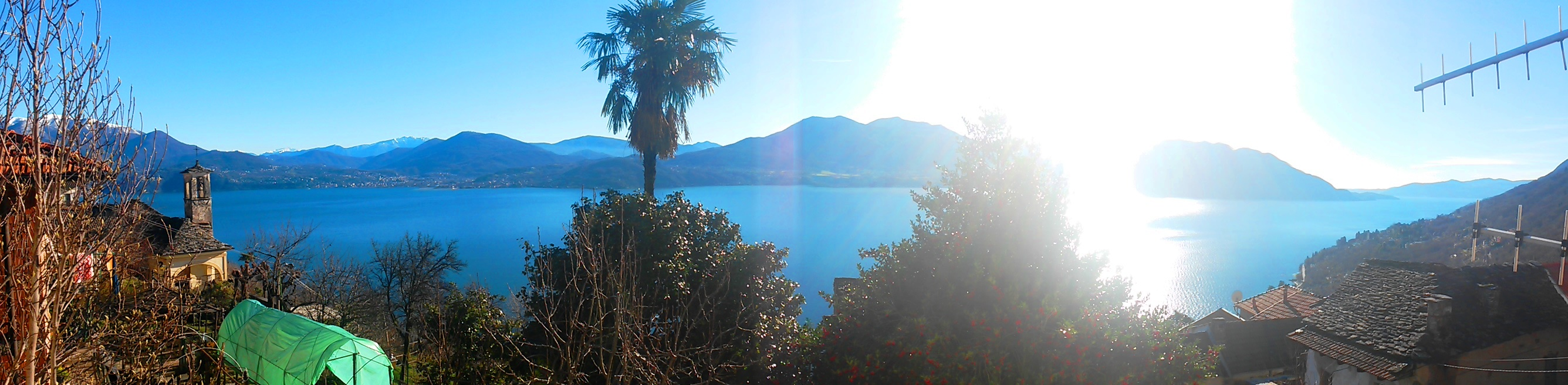
Panoramica della vista di Donego